# Anomoeomunida
Anomoeomunida is een geslacht van kreeftachtigen uit de klasse van de Malacostraca (hogere kreeftachtigen).

## Soort
- Anomoeomunida caribensis (Mayo, 1972)